# Działy (Sulerzyż)
Działy – kolonia wsi Sulerzyż w Polsce, położona w województwie mazowieckim, w powiecie ciechanowskim, w gminie Glinojeck.
W latach 1975–1998 Działy administracyjnie należały do województwa ciechanowskiego.